# Breece Hall
Pour les articles homonymes, voir Hall.
(en) Statistiques sur pro-football-reference
Breece Hall, né le 31 mai 2001 à Omaha (Nebraska), est un joueur américain de football américain évoluant au poste de running back en National Football League (NFL) pour la franchise des Jets de New York.
Auparavant il avait joué au niveau universitaire pour les Cyclones d'Iowa State (2019-2021) au sein de la National Collegiate Athletic Association.